# Osireion

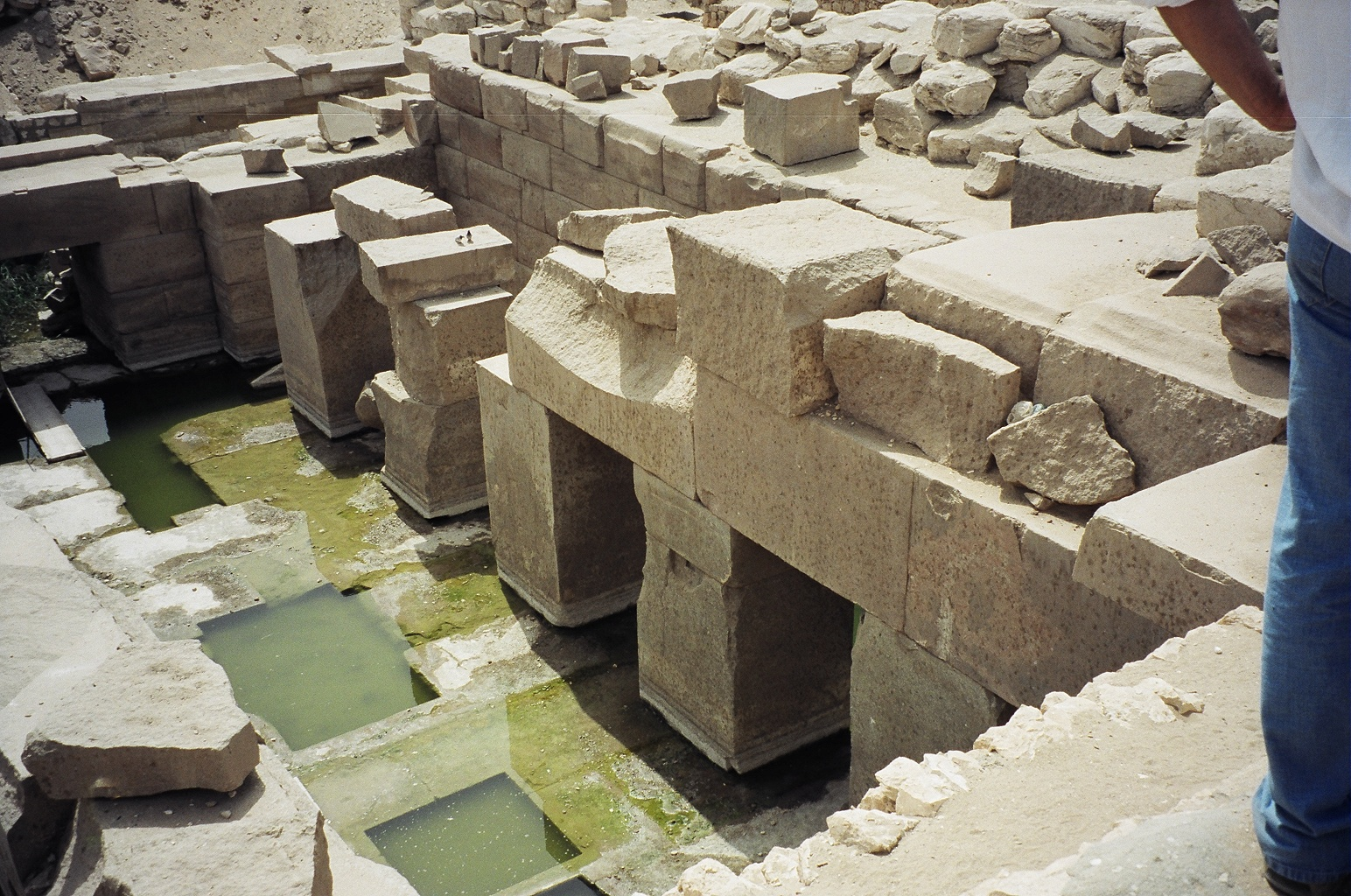
O Osireion nos fundos do templo de Seti I em Abidos

O Osireion ou Osireu está localizado em Abidos, no Egito, aos fundos do templo de Seti I. Foi descoberto pelos arqueólogos Flinders Petrie e Margaret Murray, que estavam escavando o sítio nos anos de 1902-03. O Osireion foi construído originalmente em um nível consideravelmente mais baixo que as fundações do templo de Seti, que reinou de 1294 a 1 279 a.C.
O Osireion foi construído com imensas colunas e linteis de granito de 100 toneladas e  segue um estilo arquitetônico muito diferente do templo de Seti, mais reminiscente dos templos do Império Antigo tais como o templo do vale do rei Quéfren. Existe um debate entre os egiptólogos sobre se o Osireion seria contemporâneo ao templo de Seti ou uma estrutura do Império Antigo, provavelmente datada a cerca de 2,500 a.C.